# Sen Dog
Senen Reyes (* 22. listopadu 1965 Havana), známý také pod uměleckým jménem Sen Dog, je kubánsko-americký hudebník a rapper, který se nejvíc proslavil jako člen hip hopové formace Cypress Hill, a rap metalových formací SX-10 a Powerflo. Kromě svých kapel má také sólovou dráhu a je hudebním producentem.

## Osobní život
Sen Dog vyrostl na skupinách jako jsou Led Zeppelin či Black Sabbath. Mezi další jeho oblíbené interprety patří Nine Inch Nails nebo Soundgarden. Je také milovníkem vozů značky BMW, vlastní rádio Soul Assassins Radio a hledá mladé hudební talenty.

## Diskografie

### Cypres Hill
- Cypress Hill (1991)
- Black Sunday (1993)
- III: Temples of Boom (1995)
- IV (1998)
- Skull & Bones (2000)
- Stoned Raiders (2001)
- Till Death Do Us Part (2004)
- Rise Up (2010)
- Cypress x Rusko (2012)
- Elephants on Acid (2018)

### SX-10
- Mad Dog American (2000)
- Temple Of Tolerance (Nevydané) (2006)
- EP (2008)

### Solo
- Diary of a Mad Dog (2008)

### The Reyes Brothers
- Ghetto Therapy (2006)

### Powerflo
- Powerflo (2017)
- Bring That Shit Back! (EP, 2018)